# Rasclet becpintat
El rasclet becpintat (Mustelirallus erythrops) és una espècie d'ocell de la família dels ràl·lids (Rallidae) que habita aiguamolls, sabanes humides i canyars de l'oest de Panamà, illes Galápagos, nord del Perú, est de Colòmbia, Veneçuela i Guaiana, costa oriental del Brasil, i Bolívia, el Paraguai, nord de l'Argentina i sud del Brasil.

## Taxonomia
Ubicat tradicionalment al gènere Neocrex va ser inclòs a Mustelirallus arran treballs com ara Kirchman et al. 2021